# تأثير فيسبوك
كتاب تأثير فيسبوك (بالإنجليزية: The Facebook Effect)‏، ألفه لديفيد كيركباتريك، وقام بنشره سايمون وشوستر. يصف الكتاب تاريخ فيسبوك وآثاره الاجتماعية.

## ملخص
في كتاب تأثير فيسبوك، يحكي ديفيد كيركباتريك قصة تحول الفيسبوك من غرفة نوم إلى شركة بـ500 مليون مستخدم، وكيف أن مارك زوكربيرغ قد بقي مركزا على النمور حتى عندما عنى ذلك جمع المال من المستثمرين ببيع أسهم الشركة.